# 5174 Okugi
5174 Okugi este un asteroid din centura principală de asteroizi.

## Descriere
5174 Okugi este un asteroid din centura principală de asteroizi. A fost descoperit pe 16 aprilie 1988 la Kitami de Masayuki Yanai și Kazuro Watanabe. El prezintă o orbită caracterizată de o semiaxă mare de 2,56 ua, o excentricitate de 0,13 și o înclinație de 8,0° în raport cu ecliptica.